# Obi-Wan Kenobi
Obi-Wan Kenobi cunoscut și ca Ben Kenobi este un personaj fictiv din Războiul stelelor (în engleză Star Wars) și un foarte important maestru Jedi.
Este unul din personajele principale din seria Războiul stelelor. Împreună cu Anakin Skywalker/Darth Vader, R2-D2, și C-3PO, el este unul dintre puținele personaje importante care apare în toate cele șase filme Războiul stelelor. Rolul său de bătrân înțelept a fost jucat în trilogia originală de Alec Guinness, iar rolul său de luptător în tinerețe a fost jucat de Ewan McGregor.

## Legături externe
- Obi-Wan Kenobi Official Website at StarWars.com
- Obi-Wan Kenobi la Wookieepedia: un wiki Războiul stelelor
- Obi-Wan Kenobi la Internet Movie Database